# Grande Prêmio do Barém de 2024
O Grande Prêmio do Barém de 2024 (formalmente denominado Formula 1 Gulf Air Bahrain Grand Prix 2024) foi a primeira etapa da temporada de 2024 da Fórmula 1, disputada no dia 2 de março de 2024 no Circuito Internacional do Barém, em Sakhir, Barém. Foi vencido por Max Verstappen, com seu companheiro da Red Bull Sergio Pérez chegando em segundo e Carlos Sainz Jr., da Ferrari, sendo o terceiro colocado.

## Resumo
Devido ao Ramadã, mês sagrado em diversas culturas do Oriente Médio que começou no dia 10 de março de 2024, a corrida na Arábia Saudita foi alterada para o dia 9 de março, um sábado. Isso obrigou a etapa bareinita a acontecer em um sábado também, por causa do regulamento que estabelece ao menos uma semana de intervalo entre dois grandes prêmios.
Max Verstappen, da Red Bull, fez a pole position, igualando as 33 poles de Jim Clark e de Alain Prost, liderou todas as voltas e venceu, fazendo também a volta mais rápida. Foi o quinto Grand Chelem de sua carreira e a oitava da sua sequência de vitórias iniciada no GP do Japão de 2023.
Sergio Pérez largou em quinto e chegou em segundo, garantindo a primeira dobradinha da Red Bull na temporada. Foi a 29ª dobradinha da equipe austríaca e a 12ª tendo Verstappen e Pérez nas primeiras posições.
A disputa pelo terceiro lugar foi mais intensa, com George Russell largando dessa posição, mas travando batalhas com a dupla da Ferrari. Charles Leclerc, que tinha largado em segundo, chegou a ameaçar Verstappen, mas teve que se contentar com o quarto lugar. Assim, a última vaga no pódio foi para Carlos Sainz Jr., sendo a sua 19ª da carreira e a primeira da temporada.

## Resultados

### Treino classificatório
| Pos.                | N° | Piloto           | Construtor                 | Tempos classificatórios | Tempos classificatórios | Tempos classificatórios | Grid final |
| Pos.                | N° | Piloto           | Construtor                 | Q1                      | Q2                      | Q3                      | Grid final |
| ------------------- | -- | ---------------- | -------------------------- | ----------------------- | ----------------------- | ----------------------- | ---------- |
| 1                   | 1  | Max Verstappen   | Red Bull Racing-Honda RBPT | 1:30.031                | 1:29.374                | 1:29.179                | 1          |
| 2                   | 16 | Charles Leclerc  | Ferrari                    | 1:30.243                | 1:29.165                | 1:29.407                | 2          |
| 3                   | 63 | George Russell   | Mercedes                   | 1:30.350                | 1:29.922                | 1:29.485                | 3          |
| 4                   | 55 | Carlos Sainz Jr. | Ferrari                    | 1:29.909                | 1:29.573                | 1:29.507                | 4          |
| 5                   | 11 | Sergio Pérez     | Red Bull Racing-Honda RBPT | 1:30.221                | 1:29.932                | 1:29.537                | 5          |
| 6                   | 14 | Fernando Alonso  | Aston Martin-Mercedes      | 1:30.179                | 1:29.801                | 1:29.542                | 6          |
| 7                   | 4  | Lando Norris     | McLaren-Mercedes           | 1:30.143                | 1:29.941                | 1:29.614                | 7          |
| 8                   | 81 | Oscar Piastri    | McLaren-Mercedes           | 1:30.531                | 1:30.122                | 1:29.683                | 8          |
| 9                   | 44 | Lewis Hamilton   | Mercedes                   | 1:30.451                | 1:29.718                | 1:29.710                | 9          |
| 10                  | 27 | Nico Hülkenberg  | Haas-Ferrari               | 1:30.566                | 1:29.851                | 1:30.502                | 10         |
| 11                  | 22 | Yuki Tsunoda     | RB-Honda RBPT              | 1:30.481                | 1:30.129                | N/A                     | 11         |
| 12                  | 18 | Lance Stroll     | Aston Martin-Mercedes      | 1:29.965                | 1:30.200                | N/A                     | 12         |
| 13                  | 23 | Alexander Albon  | Williams-Mercedes          | 1:30.397                | 1:30.221                | N/A                     | 13         |
| 14                  | 3  | Daniel Ricciardo | RB-Honda RBPT              | 1:30.562                | 1:30.278                | N/A                     | 14         |
| 15                  | 20 | Kevin Magnussen  | Haas-Ferrari               | 1:30.646                | 1:30.529                | N/A                     | 15         |
| 16                  | 77 | Valtteri Bottas  | Kick Sauber-Ferrari        | 1:30.756                | N/A                     | N/A                     | 16         |
| 17                  | 24 | Zhou Guanyu      | Kick Sauber-Ferrari        | 1:30.757                | N/A                     | N/A                     | 17         |
| 18                  | 2  | Logan Sargeant   | Williams-Mercedes          | 1:30.770                | N/A                     | N/A                     | 18         |
| 19                  | 31 | Esteban Ocon     | Alpine-Renault             | 1:30.793                | N/A                     | N/A                     | 19         |
| 20                  | 10 | Pierre Gasly     | Alpine-Renault             | 1:30.948                | N/A                     | N/A                     | 20         |
| 107% time: 1:36.202 |    |                  |                            |                         |                         |                         |            |
| Fontes:             |    |                  |                            |                         |                         |                         |            |

### Corrida
| Pos.                                                                                 | N° | Piloto           | Construtor                 | Voltas | Tempo/retirada | Grid | Pontos |
| ------------------------------------------------------------------------------------ | -- | ---------------- | -------------------------- | ------ | -------------- | ---- | ------ |
| 1                                                                                    | 1  | Max Verstappen   | Red Bull Racing-Honda RBPT | 57     | 1:31:44.742    | 1    | 261    |
| 2                                                                                    | 11 | Sergio Pérez     | Red Bull Racing-Honda RBPT | 57     | +22.457        | 5    | 18     |
| 3                                                                                    | 55 | Carlos Sainz Jr. | Ferrari                    | 57     | +25.110        | 4    | 15     |
| 4                                                                                    | 16 | Charles Leclerc  | Ferrari                    | 57     | +39.669        | 2    | 12     |
| 5                                                                                    | 63 | George Russell   | Mercedes                   | 57     | +46.788        | 3    | 10     |
| 6                                                                                    | 4  | Lando Norris     | McLaren-Mercedes           | 57     | +48.458        | 7    | 8      |
| 7                                                                                    | 44 | Lewis Hamilton   | Mercedes                   | 57     | +50.324        | 9    | 6      |
| 8                                                                                    | 81 | Oscar Piastri    | McLaren-Mercedes           | 57     | +56.082        | 8    | 4      |
| 9                                                                                    | 14 | Fernando Alonso  | Aston Martin-Mercedes      | 57     | +1:14.887      | 6    | 2      |
| 10                                                                                   | 18 | Lance Stroll     | Aston Martin-Mercedes      | 57     | +1:33.216      | 12   | 1      |
| 11                                                                                   | 24 | Zhou Guanyu      | Kick Sauber-Ferrari        | 56     | +1 lap         | 17   |        |
| 12                                                                                   | 20 | Kevin Magnussen  | Haas-Ferrari               | 56     | +1 lap         | 15   |        |
| 13                                                                                   | 3  | Daniel Ricciardo | RB-Honda RBPT              | 56     | +1 lap         | 14   |        |
| 14                                                                                   | 22 | Yuki Tsunoda     | RB-Honda RBPT              | 56     | +1 lap         | 11   |        |
| 15                                                                                   | 23 | Alexander Albon  | Williams-Mercedes          | 56     | +1 lap         | 13   |        |
| 16                                                                                   | 27 | Nico Hülkenberg  | Haas-Ferrari               | 56     | +1 lap         | 10   |        |
| 17                                                                                   | 31 | Esteban Ocon     | Alpine-Renault             | 56     | +1 lap         | 19   |        |
| 18                                                                                   | 10 | Pierre Gasly     | Alpine-Renault             | 56     | +1 lap         | 20   |        |
| 19                                                                                   | 77 | Valtteri Bottas  | Kick Sauber-Ferrari        | 56     | +1 lap         | 16   |        |
| 20                                                                                   | 2  | Logan Sargeant   | Williams-Mercedes          | 55     | +2 laps        | 18   |        |
| Volta mais rápida: Max Verstappen (Red Bull Racing-Honda RBPT) – 1:32.608 (volta 39) |    |                  |                            |        |                |      |        |
| Fontes:                                                                              |    |                  |                            |        |                |      |        |

Notas
- ↑1  – Inclui um ponto pela volta mais rápida.[9]

## Tabela do Campeonato após a corrida
| Pos.    | Pilotos          | Pontos |
| ------- | ---------------- | ------ |
| 1       | Max Verstappen   | 26     |
| 2       | Sergio Pérez     | 18     |
| 3       | Carlos Sainz Jr. | 15     |
| 4       | Charles Leclerc  | 12     |
| 5       | George Russell   | 10     |
| Fontes: |                  |        |

| Pos.    | Construtor                 | Pontos |
| ------- | -------------------------- | ------ |
| 1       | Red Bull Racing-Honda RBPT | 44     |
| 2       | Ferrari                    | 27     |
| 3       | Mercedes                   | 16     |
| 4       | McLaren-Mercedes           | 12     |
| 5       | Aston Martin-Mercedes      | 3      |
| Fontes: |                            |        |

- Nota: Apenas as cinco primeiras posições estão incluídas em ambos os conjuntos de classificação.